# Gumós pereszke
A gumós pereszke (Leucocortinarius bulbiger) a pereszkefélék családjába tartozó, Európában honos, lomb- és fenyőerdőkben élő, ehető gombafaj. Nemzetségének egyetlen faja. 

## Megjelenése
A gumós pereszke kalapja 5-10 cm széles, alakja fiatalon félgömbszerű vagy kissé kúpos; idősen széles domborúan kiterül, közepén gyakran tompa púppal. Széle sokáig begöngyölt, később hullámos. Színe tejeskávészerű, hús- vagy barnásvöröses. Felületét fehéren selymes burokmaradványok lehetnek, különösen a szélén. Felszíne sugarasan szálas, fiatalon kissé tapadós.
Húsa fehér. Íze és szaga zellerszerű. 
Sűrűn álló lemezei pereszkefoggal tönkhöz nőttek, néhány féllemeze lehet. Színük fehéres, krémszínű.
Tönkje 6-10 cm magas és max. 1 cm vastag. Tövénél peremesen gumószerűen megvastagodik, szélessége 3,5 cm is lehet. Színe fehéres, rajta fátyolszerű burokmaradványok lehetnek. Néha gallérzóna is látszik. 
Spórapora fehér. Spórája elliptikus, sima, mérete 6,5-9 x 4-5 µm.

### Hasonló fajok
A gumós tövú pókhálósgombák hasonlíthatnak hozzá, de azok spórapora barna.

## Elterjedése és termőhelye
Európában honos. Magyarországon nem ritka. 
Lomb- és fenyőerdőkben, inkább lucosokban él. Júliustól novemberig terem. 

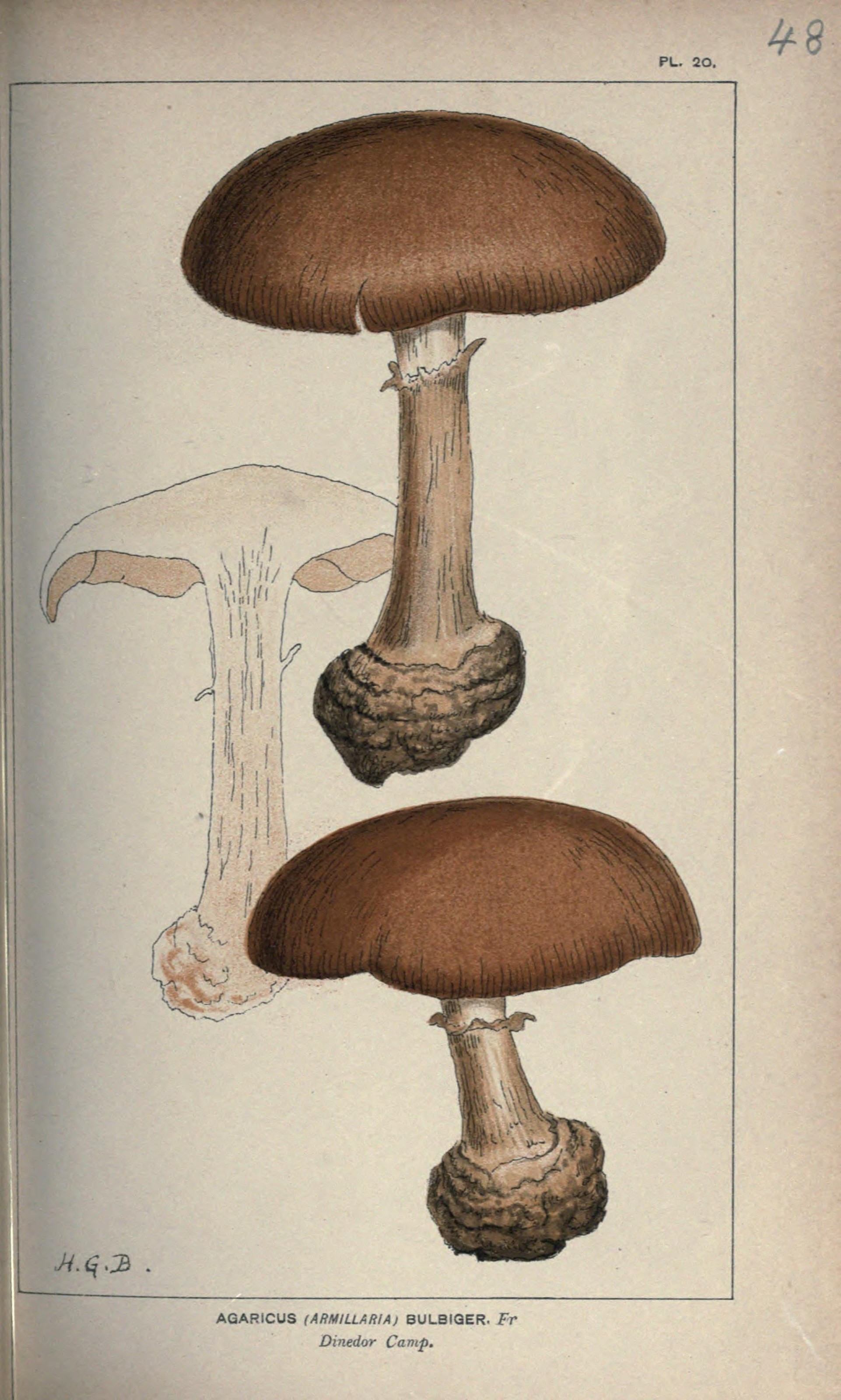
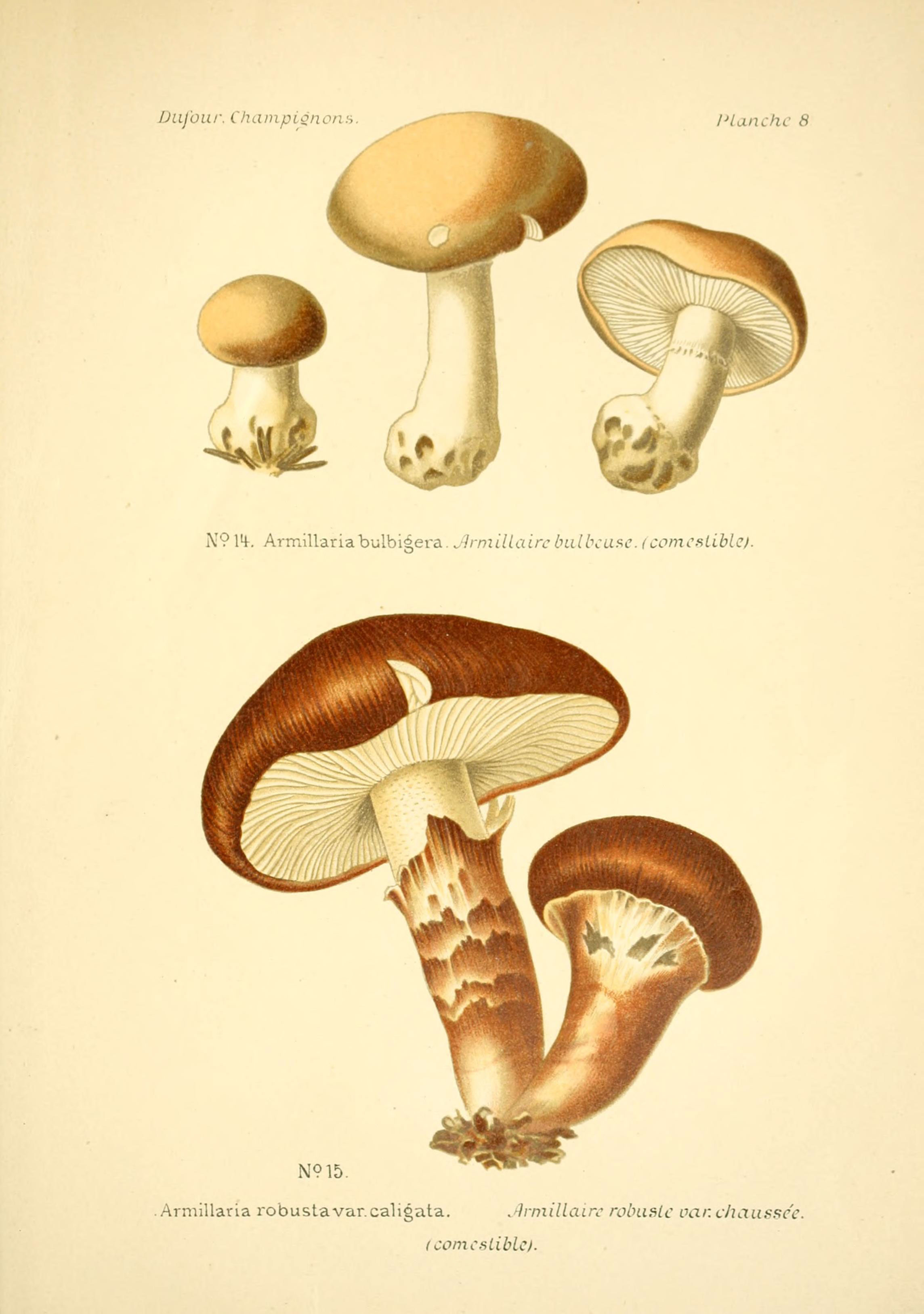
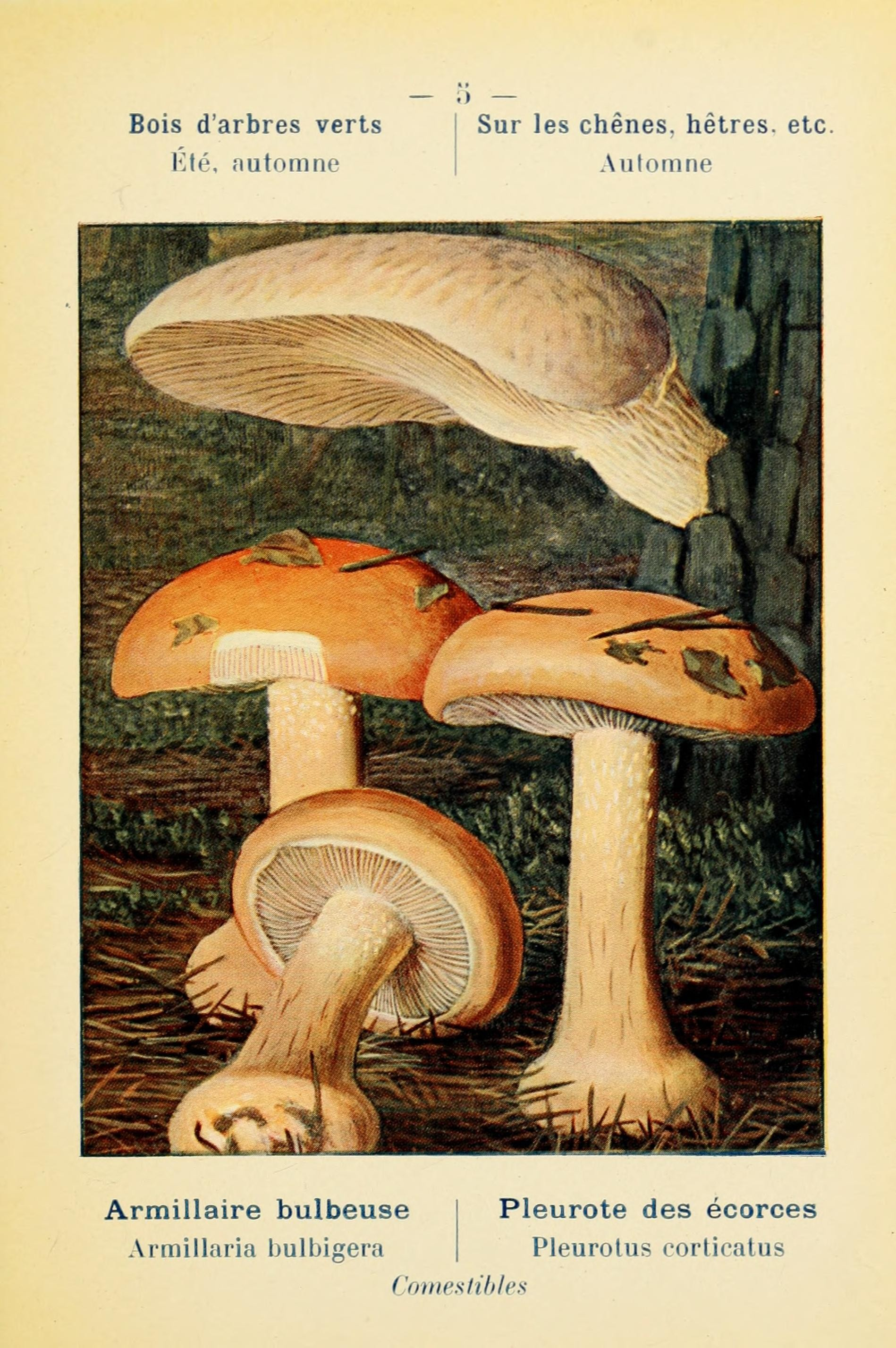

Ehető, de nem ízletes gomba.